# Projekt 1143.7 Uljanovsk
Projekt 1143.7 Uljanovsk var en fartygsklass, en så kallad supercarrier-klass (ex. USS Nimitz), som skulle ha blivit Sovjetunionens första supercarrier och gett möjlighet för den sovjetiska flottan att driva en blue water flotta. 1988 lades kölen på det första fartyget ur klassen, Uljanovsk och strax därpå ett systerfartyg. Strax efter Sovjetunionens upplösning så stoppades bygget på båda som då var 40% färdigbyggda. Året därpå skrotades båda skroven p.g.a. pengabrist. Uljanovsk-klassen var det sista hangarfartygsklassen som byggdes under Sovjets tid.